# Gemalto
Gemalto NV — нидерландская компания, специализирующаяся на производстве смарт-карт с магнитной полосой, SIM-карт для мобильных телефонов, кредитных карт, электронных паспортов, медицинских карт, идентификационных карт компаний, Maestro-карты и т. д. Работает более чем в 180 странах, имея 15 000 сотрудников, 1500 из которых инженеры и техники. Годовой бюджет на исследования и разработки составляет около 110 миллионов евро. В декабре 2017 года Gemalto была приобретена французской оборонной компанией Thales.

## История
Gemalto NV создана в 2006 году в результате слияния Gemplus International (Люксембург) и Axalto (Нидерланды). Является крупнейшим в мире поставщиком чиповых карт с долей мирового рынка около 50 %, но лишь 30 % в Европе. В Германии расположены сильные конкурентные компании, такие как Giesecke + Devrient, Safran Morpho и Bundesdruckerei.
Gemalto NV одним из первых поддержала альянс FIDO, который с 2013 года разрабатывает отраслевой стандарт второго фактора (U2F) для общепринятой универсальной двухфакторной аутентификации.
В 2014 году Gemalto NV приобрела американскую компанию Safenet за 890 миллионов долларов США а в 2015 году швейцарского производителя решений безопасности и идентификации, таких как паспорта или SuisseID, Trüb AG. Сумма сделки не разглашалась. В настоящее время компания зарегистрирована в торговом реестре под названием Gemalto AG с месторасположением в г. Ааргау .
В конце 2017 года Gemalto NV была приобретена французской оборонной компанией Thales за €4,8 миллиарда. Ранее Atos предлагала за Gemalto €4,3 миллиарда, при цене 46 евро за акцию, но предложение было отклонено как нежелательное.

## Финансы
Основными акционерами в 2007 году были американская компания венчурного капитала Texas Pacific Group с долей чуть менее 15 % и немецкая семья промышленников Квандт с долей10%. В июле 2013 года около 77 % акций находились в свободном обращении.
Акции торговались в том числе на Euronext. 24 июня 2013 года акции Gemalto NV были добавлены в индекс AEX. Исключение из листинга состоялось 29 мая 2019 года.

## Долевое распределение
- 59 % (994 млн евро) SIM-карты для сотовых телефонов, мобильной связи;
- 23 % (392 млн евро) кредитные карты EC, платёжные операции;
- 12-е% (203 млн евро) паспорта, идентификационные карты компаний, медицинские карты, удостоверения личности и безопасности, карты клиентов;
- (59 миллионов евро) телефонные будки;
- (50 миллионов евро) картридеры[9].

## Ошибка 2010 года
С конца 2009-го и в начале 2010 года примерно у 30 миллионов немецких граждан Eвропейского Союза перестали работать чипы и кредитные карты. Проблема заключалась в ошибке программирования со стороны Gemalto NV, которая помешала чипам правильно обработать текущий 2010 год.

## Шифрование взломано АНБ и GCHQ
В феврале 2015 года The Intercept сообщило, что АНБ и GCHQ смогли шпионить за данными из центра обработки данных Gemalto, что позволяло считывать и расшифровывать информацию.
25 февраля 2015 года Gemalto объявила, что ключи очевидно не были украдены. По их утверждению, была взломана только офисная сеть.

## Коррупция
В феврале 2023 года Gemalto стала объектом судебного расследования по факту «коррупции» и «преступного сообщества» в отношении дюжины государственных контрактов в шести странах африканского континента..